# Guglielmo Cavallo
Guglielmo Cavallo (Carovigno, 18 agosto 1938) è un filologo classico e paleografo italiano.
È uno dei massimi studiosi italiani di paleografia antica e storia della scrittura.

## Biografia
Laureatosi in Lettere presso l'Università di Bari nel 1961, allievo di Carlo Ferdinando Russo, fu ispirato da Alessandro Pratesi agli studi paleografici e divenne assistente di Paleografia e Diplomatica presso lo stesso ateneo fino al 1968. Dal 1969 si trasferisce a Roma, prima come assistente di Paleografia greca alla Scuola speciale per archivisti e bibliotecari e poi, dal 1970 al 1974, come professore di Storia della tradizione manoscritta presso l'Università "La Sapienza"; nel 1975 gli è assegnata la cattedra di Paleografia latina nella suddetta Scuola Speciale. Dal 1978 è stato professore ordinario di Paleografia greca a Roma.

## Attività di ricerca
Guglielmo Cavallo ha concentrato le sue ricerche sulla storia della scrittura greca e latina dall'Antichità al Medioevo, sulla storia del libro e i fenomeni socioculturali a essa connessi e sulla storia delle biblioteche antiche e medievali. Ha pubblicato studi sull'evoluzione della scrittura greca dalla maiuscola alla minuscola, sulla cultura letteraria e libraria nel mondo antico, a Bisanzio e nel Medioevo occidentale. Molti suoi saggi sono considerati fondamentali negli studi di paleografia, specialmente per quanto riguarda quella greca.
Ha curato, con altri studiosi, raccolte commentate di facsimili di papiri ellenistici e di manoscritti greci tardoantichi e bizantini e il volume dedicato all'Italia settentrionale delle Chartae Latinae Antiquiores. Ha inoltre organizzato i commentari alle edizioni in facsimile di diversi codici, tra cui il Codex purpureus Rossanensis e il Dioscoride napoletano. È autore del catalogo degli scribi dei papiri di Ercolano, di un manuale di paleografia greca e latina dei papiri e di diversi libri sulla storia delle biblioteche e dei fenomeni librari dall'epoca antica a quella medievale. Nel 1974 ha preso parte al colloquio internazionale di Paleografia Greca tenutosi a Parigi, con un intervento sulla maiuscola greca dei secoli VIII-IX, contributo di capitale importanza perché avanzò la proposta di utilizzare determinati elementi formali di carattere paleografico-codicologico per studiare lo sviluppo della scrittura maiuscola greca negli ultimi due secoli di utilizzo, prima che venisse soppiantata dalla minuscola: questo, e l'identificazione di «codici-guida» significativamente rappresentativi, permise allo studioso di categorizzare e tracciare lo sviluppo di quattro (o cinque) filoni scrittori: la maiuscola ogivale e ogivale diritta; la maiuscola biblica; la maiuscola liturgica; la maiuscola alessandrina.
Assieme al latinista Luca Canali ha curato un'edizione divulgativa dei graffiti di Roma antica, e con il medievista Giovanni Orlandi ha curato l'edizione critica delle Storie di Rodolfo il Glabro per la Collana degli scrittori greci e latini della Fondazione Lorenzo Valla; per la stessa collana, ha fornito la introduzione al primo volume della nuova edizione della Narrazione cronologica di Niceta Coniata.

## Opere principali
- Ricerche sulla maiuscola biblica, Firenze, Le Monnier, 1967.
- La KOINH scrittoria greco-romana nella prassi documentale di età bizantina, in Jahrbuch der Österreichischen Byzantinistik, vol. 19, 1970,  pp. 1-31.
- Γράμματα Ἀλεξανδρῖνα, in Jahrbuch der Österreichischen Byzantinistik, vol. 24, 1970,  pp. 23-54.
- Funzione e strutture della maiuscola greca tra i secoli VIII-IX, in La Paléographie grecque et byzantine. Paris 21-25 octobre 1974, Paris, Éditions du C.N.R.S., 1977,  pp. 91-110.
- Hans Belting e Guglielmo Cavallo, Der Bible des Niketas. Ein Werk der höfischen Buchkunst in Byzanz und sein antikes Vorbild, Wiesbaden, Reichert, 1979, ISBN 2564467015765.

- Guglielmo Cavallo, Libri, scritture, scribi a Ercolano, Napoli, Gaetano Macchiaroli editore, 1983.
- G. C. - J. Gribomont - W. C. Loerke (a c. di), Commentarium, in Codex purpureus Rossanensis. Museo dell'Arcivescovado, Rossano Calabro [facs.], Roma - Graz: Salerno Editrice - Akademische Druck und Verlagsanstalt, 1985-1987
- G. C. - H. Maehler, Greek bookhands of the early byzantine period. A.D. 300-800, London: University of London - Institute for Classical Studies, 1987
- G. C., Le biblioteche nel mondo antico e medievale, Roma - Bari: Laterza, 1988
- G. C. - S. Lilla - G. Orofino (a c. di), Commentarium, in Erbario greco. Edizione integrale in facsimile del manoscritto Napoli, Biblioteca Nazionale, ex Vindob. Gr. 1, Roma - Graz: Salerno Editrice - Akademische Druck und Verlagsanstalt, 1988-1992
- G. C. - C. Leonardi - E. Menestò (a c. di), Lo spazio letterario del Medioevo, III voll., Roma: Salerno Editrice, 1992-2006
- G. C. - F. Magistrale - J.-O. Tjader, Chartae Latinae Antiquiores, vol. XXIX = Italy 10, Dietikon - Zurich: URS Graf, 1993
- Luca Canali e Guglielmo Cavallo, Graffiti latini. Scrivere sui muri a Roma antica, 2ª ed., Milano, Rizzoli, 1998  [1991], ISBN 9788817172585.
- Rodolfo il Glabro, Cronache dell'anno Mille (Storie), a cura di Guglielmo Cavallo e Giovanni Orlandi, 8ª ed., Milano – Roma, Arnoldo Mondadori Editore – Fondazione Lorenzo Valla, 2005  [1989], ISBN 8804298839.

- G. C., Dalla parte del libro. Storie di trasmissione dei classici, Urbino: Quattroventi, 2002
- G. C., Il calamo e il papiro. La scrittura greca dall'età ellenistica ai primi secoli di Bisanzio, Firenze: Gonnelli, 2005
- La scrittura greca e latina dei papiri. Una introduzione, Pisa – Roma, Fabrizio Serra Editore, 2008.
- Guglielmo Cavallo e Herwig Maehler (a cura di), Hellenistic Bookhands, Berlin – New York, Walter De Gruyter GmbH, 2008.
- Niceta Coniata, Grandezza e catastrofe di Bisanzio, a cura di Anna Pontani, vol. 1, 2ª ed., Milano – Roma, Mondadori – Fondazione Lorenzo Valla, 2017,  pp. XVII-LVIII, ISBN 9788804664512.
- Guglielmo Cavallo, Stralci di storia di un gruppo di manoscritti greci del secolo IX, in Paolo Chiesa, Anna Maria Fagnoni, Rossana E. Guglielmetti (a cura di), Ingenio facilis. Per Giovanni Orlandi (1938-2007), Firenze, SISMEL - Edizioni del Galluzzo, 2017,  pp. 3-64.
- Guglielmo Cavallo (a cura di), Accademia Nazionale dei Lincei e filologia greco-latina: il contributo del Comitato Classici. Atti del Convegno. Roma, 25-25 ottobre 2019, a cura di G. Cavallo, collana Bollettino dei Classici—ser. III, Roma, Bardi Edizioni, 2020.